# 平本世中
平本 世中（ひらもと せじゅん、1999年11月4日 - ）は、神奈川県出身の日本のプロゴルファー。

## 経歴
神奈川県相模原市出身。日本人の父と韓国人の母を持つハーフで国籍は日本。名前の「世中」には「世界の中心で活躍できるように」という両親の思いが込められている。名前の読みは「せいちゅう」が正しいが「読みやすくて、覚えてもらえるように」と「せじゅん」で登録。競技ゴルファーの両親と一緒に練習場に行き、物心つく2歳ころにはクラブを握っており、小学生になるとコーチをつけて練習して全国大会に出場している。田名中学校時代はバスケットボール部に所属していた。厚木北高等学校時代にプロを目指しゴルフを再開して『関東高校選手権神奈川県大会』で優勝。専修大学1年の2018年には『神奈川県アマ』を制している。大学4年になった2021年、QTを勝ち上がりサードQTを通過した時点の12月にプロ宣言。ファイナルでは36位に入った。
1年目の2022年はツアー7試合に出場し、30位が最高位だった。QT59位で臨んだ2023年はABEMAツアー中心で未勝利ながら賞金ランク3位になる。レギュラーツアーでは出番が少ないながらも『ジャパンプレーヤーズ選手権』で初トップ10となる10位に入るなどの成績を残し、予選会を経て出場した『日本オープン』では3日目を終えて単独首位に。最終日は苦戦したが3位に踏みとどまって初シードをつかんだ。